# Kawanabella afanasyevae
Kawanabella afanasyevae is een platworm (Platyhelminthes). De worm is tweeslachtig. De soort leeft in het zoete water van het Baikalmeer.
Het geslacht Kawanabella, waarin de platworm wordt geplaatst, wordt tot de familie Rhynchokarlingiidae gerekend. De wetenschappelijke naam van de soort werd voor het eerst geldig gepubliceerd in 2004 door Timoshkin.